# Милівська сільська територіальна громада
Милівська сільська територіальна громада — об'єднана територіальна громада в Україні, в Бериславському районі Херсонської області. Адміністративний центр — село Милове.
Утворена 13 серпня 2018 року шляхом об'єднання Качкарівської та Милівської сільських рад Бериславського району.
19 липня 2020 року, в результаті адміністративно-територіальної реформи та ліквідації   Бериславського району (1923—2020), увійшло до складу новоутвореного Бериславського району.

## Населені пункти
До складу громади входять 10 сіл: Дудчани, Качкарівка, Милове, Нова Кам'янка, Новогригорівка, Новокаїри, Республіканець, Саблуківка, Суханове та Червоний Яр.